# روبرت التشستري
رُوبِرْت التِّشِسْتَرِيّ (بالإنجليزية: Robert of Chester)‏، ويعرف بروبرت الرِّتيني (باللاتينية: Robertus Rettinensis)، راهب ومستشرق إنجليزي عاش بالجزيرة الإيبيرية في القرن الثاني عشر، يشتهر بكونه أول من ترجم كتاب في الخيمياء (وهو كتاب تكوين الخيمياء) وكتاب المختصر في حساب الجبر والمقابلة للخوارزمي من العربية إلى اللاتينية، كما يعرف بكونه أول من ترجم القرآن إلى نفس اللغة.

## مسيرته

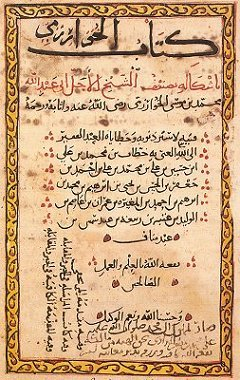
كتاب المختصر في حساب الجبر والمقابلة للخوارزمي

من أهالي كيتون، تلقى العلم غرب إنكلترا في تشستر، التي ينسب إليها، ودخل الرهبانية البندكتية، وقصد الأندلس وترقى في سلك الكهنوت حتى عين أسقفا على بامبلونا، فتثقف بالثقافة العربية في العلوم الرياضية والفلكية. وتم تعيينه مستشارا في صقلية.
بدأ محاولاته في الترجمة عن العربية بعلوم الفلك، ولكن الراهب الفرنسي البندكتي بطرس المكرم رئيس دير كلوني - دفعه إلى ترجمة القرآن، فقام هو وصديقه الأسقف هرمان الدلماطي بهذه الترجمة إلى اللاتينية، وأتماها سنة 1143م، مستعينين في ذلك باثنين من العرب. وانتشرت هذه الترجمة انتشارا واسعا طوال العصور الوسطى.

### ترجمته للكتب العلمية
لكن روبرت وصديقه هرمان لم يصرفهما القرآن عن علم الفلك والرياضيات، فترجما كتاب الجبر والمقابلة في خمسة فصول سنة 1145، كما قد ترجم «رسالة مريانس الراهب الحكيم للأمير خالد بن يزيد» (تحت اسم كتاب تكوين الخيمياء) في سنة 1144، واعتبر كلا العملين فاتحة العلوم المنظمة في أوروبا. وايتمر روبرت في ترجمة كتب الفلك والكيمياء، كما صنف عدة رسائل سنة 1147، وساعد في إدخال علم المثلثات في إنجلترا سنة 1149، وعدل هناك في سنة 1150 كتاب الخوارزمي لينطبق مع خط الزوال في لندن.

## وصلات خارجية
- القرآن اللاتيني النص الكامل. ترجمة روبرت التشستري.